# Lục Hải
Lục Hải là tên một đơn vị quản lý hành chính hình thành nên 15 bộ tộc của nhà nước Văn Lang cổ thời các vua Hùng. Bộ Lục Hải ngày nay là địa phận tỉnh Quảng Ninh.